# Peste di Cipriano
La peste di Cipriano fu una pandemia che colpì l'impero romano dal 249 al 262 d.C. circa o al più tardi fino al 270 d.C.
Si pensa che l'epidemia abbia causato diffuse carenze di manodopera per l'agricoltura e per l'esercito romano, indebolendo gravemente l'impero durante la crisi del terzo secolo.
Il suo nome moderno commemora San Cipriano, vescovo di Cartagine, uno scrittore paleocristiano che fu testimone e descrisse la malattia nel suo trattato De mortalitate.
L'eziologia dell'epidemia è altamente speculativa, a causa della scarse evidenze, ma i sospetti includono il vaiolo, una pandemia influenzale e la febbre emorragica virale da filovirus.

## Eziologia
Lo storico William Hardy McNeill afferma che sia la precedente peste antonina (166–180) che la peste di Cipriano furono i primi salti di specie all'umanità di due diverse malattie da ospiti animali, una di vaiolo e una di morbillo, non necessariamente in questo ordine. Dionysios Stathakopoulos afferma che entrambi i focolai erano di vaiolo.
Secondo lo storico Kyle Harper, i sintomi attribuiti dalle antiche fonti alla peste di Cipriano corrispondono meglio a una malattia virale che causa una febbre emorragica, come l'ebola, piuttosto che il vaiolo. Al contrario, egli sostiene che la peste antonina sia stata causata dal vaiolo.